# クリスティアン2世 (プファルツ＝ツヴァイブリュッケン＝ビルケンフェルト公)
クリスティアン2世（Christian II., 1637年6月22日 - 1717年4月26日）は、プファルツ＝ツヴァイブリュッケン＝ビシュヴァイラー公（在位：1654年 - 1717年）、プファルツ＝ツヴァイブリュッケン＝ビルケンフェルト公（在位：1671年 - 1717年）。父はプファルツ＝ツヴァイブリュッケン＝ビシュヴァイラー公クリスティアン1世、母は同族のプファルツ＝ツヴァイブリュッケン＝フェルデンツ公ヨハン2世の娘マグダレーナ・カタリーナ。
1654年に父の遺領を相続、弟のヨハン・カールに領土を分割、プファルツ＝ビルケンフェルト＝ゲルンハウゼンの成立に繋がった。1671年に息子の無いまま亡くなった従兄のプファルツ＝ツヴァイブリュッケン＝ビルケンフェルト公カール2世オットーの領土を継承、1673年に舅のラッポルトシュタイン伯ヨハン・ヤーコプが死去、妻と共にラッポルトシュタインを相続したが、1699年に息子のクリスティアン3世に譲った。1717年に死去、クリスティアン3世がビルケンフェルトを継承した。

## 子女
1667年、リボヴィレでラッポルトシュタイン伯ヨハン・ヤーコプの娘カタリーナ・アガータと結婚、7人の子を儲けた。
1. マグダレーナ・クラウディーネ（1668年 - 1704年） - 1689年にハーナウ＝リヒテンベルク伯フィリップ・ラインハルト（1664年 - 1712年）と結婚
2. ルートヴィヒ（1669年 - 1670年）
3. エリーザベト・ソフィア・アウグスタ（1671年 - 1672年）
4. クリスティアーネ・カタリーナ（1671年 - 1673年）
5. シャルロッテ・ヴィルヘルミーネ（1672年 - 1673年）
6. クリスティアン3世（1674年 - 1735年）
7. ルイーズ（1679年 - 1753年） - 1700年にヴァルデック侯フリードリヒ・アントン・ウルリヒと結婚